# Bogenhausen
Bogenhausen è uno dei distretti in cui è suddivisa la città di Monaco di Baviera, in Germania. Viene identificato col numero 13.

## Geografia fisica
Il distretto si trova nella parte est della città.

### Suddivisione
Il distretto è suddiviso amministrativamente in 7 quartieri (Bezirksteile):
1. Oberföhring
2. Johanneskirchen
3. Herzogpark
4. Englschalking
5. Daglfing
6. Parkstadt
7. Altbogenhausen